# Corrado Meloni
Corrado Meloni detto Meloncino (Ronciglione, 21 luglio 1908 – Milano, 28 luglio 1982) è stato un fantino italiano.

## La carriera
Figlio del re del Palio di Siena della prima metà del Novecento, Angelo Meloni detto Picino, pure Corrado Meloni lega la propria fama alla celebre corsa senese, nonostante la sua carriera sia stata assai più breve di quella del padre, con appena 9 Palii corsi (contro i 52 di Picino), nei quali ha riportato 2 vittorie.
Il nome di Meloncino (diminutivo di un cognome, Meloni, divenuto celebre a Siena grazie al padre) si affaccia nella rassegna paliesca in occasione del Palio del 16 agosto 1932. A chiamarlo è l'Onda, vincitrice già al precedente Palio di Provenzano con il giovane Ganascia su Gobba e contrada dell'ultima vittoria del padre Picino (3 luglio 1930 su Lina). Il cavallo da montare è Wally, soggetto non eccelso ma di discrete doti. In effetti l'Onda nutre qualche speranza di centrare il cappotto e da piena fiducia al giovane fantino viterbese.

La mossa si rivela estremamente laboriosa, specie per la presenza di varie contrade rivali: la Tartuca e la Chiocciola, ma pure la Torre, nemica dell'Onda da due anni, e dell'Oca, anch'essa in Piazza. Il mossiere Gino Sampieri è costretto ad aprire tutte le tre buste e finalmente, nonostante la presenza dell'Onda al nono posto e della Torre di rincorsa, si raggiunge l'allineamento buono. La mossa premia proprio Meloncino, che mantiene saldamente la testa per tutto il primo giro. Al secondo San Martino viene però raggiunto e superato dal Nicchio con Tripolino su Ruello. La lotta tra i due fantini premia alla fine Tripolino, che grazie alla superiorità di Ruello, vince il suo primo Palio.
La buona prova di Meloncino non è passata inosservata alle altre contrade, ma al Palio di Provenzano del 1933, il giovane fantino non corre. Il padre Angelo, infatti, decide di tentare un'ultima volta, prima di chiudere definitivamente la sua carriera in Piazza del Campo e Corrado non se la sente di gareggiare contro il genitore. Picino va nella Lupa e monta proprio Wally, lo stesso cavallo con cui il figlio Corrado aveva esordito l'anno prima. La Lupa è una delle due grandi favorite: l'altra è la Tartuca con il giovane Ganascia sul fortissimo Folco (che insieme a Panezio, cavallo degli anni settanta-ottanta, sarà il più vittorioso barbero del Novecento con ben 8 successi). Meloncino assiste dai palchi ad un Palio combattutissimo proprio tra il padre Picino e Ganascia: quest'ultimo, scattato in testa, viene in breve raggiunto dal grande veterano, partito di rincorsa. Ambedue i fantini sono noti per l'abilità col nerbo e difatti si apre a breve un violento duello a nerbate: Ganascia, assai più giovane (25 anni contro i 53 di Picino) e quindi fisicamente più forte del rivale, riesce al secondo San Martino a farlo cadere, sfinito, sul tufo, volando verso la vittoria. Ma Meloncino non digerisce l'atteggiamento di Ganascia e, a fine carriera, lo accusa duramente di essersi comportato in modo scorretto, nerbando un collega di 28 anni più vecchio con ferocia inaudita. Ganascia non la prende bene e tra i due (pare anche per una rivalità in amore) nasce un profondo astio, mai placatosi negli anni a seguire.
Ad agosto Meloncino va all'Istrice, che gli affida la monta di Cesarina. Alla mossa Meloncino scatta terzo, preceduto proprio dalla Tartuca, che ancora corre con Ganascia su Folco, e dalla Lupa con Tripolino sul velocissimo Ruello. Meloncino tenta disperatamente di stare al passo delle battistrada, ma già a San Martino cade. La delusione è accentuata dalla vittoria dell'"odiato" Ganascia, che con Folco regala alla Tartuca uno storico cappotto.
La risposta di Meloncino non si fa però attendere. Rimasta impressionata per la determinazione e le indubbie doti del fantino laziale, la Civetta lo chiama in occasione del Palio del 2 luglio 1934. La contrada del Castellare, all'epoca la nonna del Palio, ha ricevuto in sorte Ruello e vuole in ogni modo vincere essendo a secco di vittorie da ben 41 anni. Meloncino ripaga pienamente la fiducia datagli dalla Civetta e al calar dei canapi scatta in testa, lanciando il velocissimo Ruello. Nelle retrovie è proprio Ganascia, nel Drago su Folco, l'unico che riesce a tenere il passo della Civetta, ma il vantaggio del binomio del Castellare è ormai incolmabile e Meloncino vince il suo primo Palio.
Per il successivo Palio di agosto Meloncino viene chiamato dall'Oca, la storica contrada del padre Picino (4 vittorie con il giubbetto di Fontebranda). Il cavallo da montare è ancora una volta Wally, che però, nonostante il lotto dei barberi scelto dai capitani alla Tratta non sia dei migliori, non pare tra i favoriti. La corsa passerà alla storia per la traumatica rottura del solido patto di alleanza che in quegli anni stava facendo incetta di vittorie, il "TONO" (sigla che indicava le iniziali delle quattro contrade che vi prendevano parte, ovvero la Tartuca, l'Oca, il Nicchio e l'Onda). Delle 4 contrade alleate corrono solo Oca e Nicchio, le quali, dopo una breve valutazione del livello dei propri barberi, si accordano per una vittoria dell'Oca. Dopo le prime prove, però, il cavallo del Nicchio, Lampo, si rivela a dispetto dei pronostici un cavallo assai veloce e il fantino nicchiaiolo, Pietro De Angelis detto Pietrino si lascia scappare qualche parola che inganna i propri contradaioli. Pietrino non ha alcuna intenzione di rinunciare ai soldi promessigli dall'Oca, ma alcuni contradaioli del Nicchio, vedendolo fiducioso di Lampo, pensano che il fantino voglia tirare a vincere. La carriera vede proprio Nicchio e Oca partire in testa: per quanto il cavallo del Nicchio paia nettamente superiore, Pietrino trattiene in maniera assai vistosa Lampo e all'ultimo Casato fa passare Meloncino e Wally, che portano il cencio in Fontebranda. I nicchiaioli, che erano ormai certi della vittoria, sono in preda alla delusione e alla collera e non la prendono bene. Pietrino viene aggredito e i suoi abiti civili, lasciati nella stalla del Nicchio, vengono appesi ai fili della luce. Inoltre a Fontebranda, mentre impazza la festa per la vittoria dell'Oca, sbucano improvvisamente decine di contradaioli del Nicchio: in breve si scatena una rissa furibonda tra ocaioli e nicchiaioli e di lì a poco l'alleanza tra le due contrade viene rotta, trasformandosi in una vera e propria rivalità che fa crollare anche il TONO. Solo negli anni cinquanta, quando si riacutizzeranno i malumori tra il Nicchio e il vicino Montone, le due contrade si riappacificheranno.
In ogni caso la seconda vittoria regala a Meloncino un primato non indifferente, il cappotto personale, che nel novecento era riuscito, prima di lui, solo a 5 fantini.
Dopo un anno senza vittorie, Meloncino torna alla ribalta il 16 agosto 1936. A chiamarlo è la Pantera, che nutre ambizioni di vittoria avendo ricevuto in sorte Ruello. All'epoca legata all'Aquila da una solida alleanza, la Pantera chiede aiuto alla contrada del Casato per l'incombente carriera. Il problema è però rappresentato dal fatto che l'Aquila, che ha ricevuto in sorte la cavalla Rondinella, monta Ganascia. Un partito tra i due fantini è pressoché impossibile e infatti Ganascia appare riluttante ad aiutare Meloncino nel Palio. Dopo una partenza incerta, Meloncino riesce a districarsi dalle retrovie e si lancia all'inseguimento della battistrada Drago. Ma, in piena rimonta, la Pantera viene duramente ostacolata dall'Aquila, con Ganascia più che deciso a danneggiare l'odiato collega. Meloncino cade e si infortuna seriamente al ginocchio, tanto da essere ricoverato in ospedale con prognosi di 60 giorni. La rissa tra i due popoli a fine carriera è inevitabile e contribuisce non poco ad incrinare i rapporti tra Aquila e Pantera, degenerati poi nel dopoguerra nella fiera rivalità che tutt'oggi divide le due contrade.
Meloncino torna al Palio il 2 luglio 1937, quando monta di nuovo Ruello per l'Onda, grande favorita in quel Palio insieme alla Lupa (con Tripolino su Folco). La vittoria arride alla Lupa, ma l'Onda può comunque tirare un sospiro di sollievo, visto che alla vigilia era data quasi per certa la vittoria della rivale Torre, che aveva stretto partiti con le altre contrade, partiti poi rotti la notte prima della carriera.
Dopo un anno di assenza, Meloncino corre a Siena il 16 agosto 1939. A chiamarlo è l'Oca, che ha ricevuto in sorte Masina e cerca di contrastare la nemica Torre, decisa più che mai a scuffiarsi dopo 29 anni di digiuno. La Torre, che monta Ganascia su Giacchino, stringe accordi con molte altre consorelle e riesce, grazie anche all'ostacolo dei fantini vendutisi a Salicotto nei confronti della favorita Selva, a tornare alla vittoria. Gli ocaioli hanno poco da rimproverare a Meloncino, il quale però non correrà più a Siena. Complice la guerra, che tiene la terra lontana dalla Piazza per ben 5 anni, quando riprende il palio (2 luglio 1945) Meloncino ha già deciso di lasciare, piuttosto precocemente, la carriera di fantino.

## Presenze al Palio di Siena
Le vittorie sono evidenziate ed indicate in neretto.
| Palio          | Contrada | Cavallo           |
| -------------- | -------- | ----------------- |
| 16 agosto 1932 | Onda     | Wally             |
| 16 agosto 1933 | Istrice  | Cesarina (scosso) |
| 2 luglio 1934  | Civetta  | Ruello            |
| 16 agosto 1934 | Oca      | Wally             |
| 2 luglio 1935  | Civetta  | Aquilino          |
| 16 agosto 1935 | Civetta  | Aquilino          |
| 16 agosto 1936 | Pantera  | Ruello (scosso)   |
| 2 luglio 1937  | Onda     | Ruello            |
| 16 agosto 1939 | Oca      | Masina            |